# Flip Vethaak
Philippus Vethaak (Vlaardingen, 1 oktober 1914 - Vlaardingen 23 september 1991) was een Nederlandse wegwielrenner. Hij nam deel aan de Olympische Zomerspelen van 1936 waar hij buiten tijd aankwam.
Tijdens de Tweede Wereldoorlog was Vethaak tewerk gesteld in Duitsland. Na de oorlog fietste hij met een neef vanuit Berlijn terug naar Vlaardingen.
In Vlaardingen wordt jaarlijks de Flip Vethaakprijs uitgereikt aan sporters met bijzondere successen.